# Матросова, Марина Михайловна
Марина Михайловна Матросова (род. 2 июля 1990 года, Лениногорск, Восточно-Казахстанская область, Казахская ССР) — казахстанская лыжница, участница Олимпийских игр в Ванкувере. Одинаково успешно выступает как в спринтерских, так и стайерских гонках.

## Карьера
В Кубке мира Матросова дебютировала в декабре 2007 года, тогда же впервые попала в тридцатку лучших на этапах Кубка мира, в эстафете. Всего на сегодняшний момент имеет 5 попаданий в тридцатку лучших на этапах Кубка мира, все в командных соревнованиях. В личных гонках на этапах Кубка мира Матросова не поднималась выше 38-го места, и очков в общий зачёт не завоёвывала.
На Олимпиаде-2010 в Ванкувере стала 48-й в спринте, 47-й в дуатлоне и 34-й в масс-старте на 30 км.
За свою карьеру принимала участие в двух чемпионате мира.
На чемпионате мира-2011 в Осло заняла 49-е место в скиатлоне и 46-е место в масс-старте 30 км.
На чемпионате мира-2013 в Валь-ди-Фьемме была 45-й в скиатлоне, 59-й — в спринте и 33-й — в масс-старте на 30 км.
Использует лыжи производства фирмы Fischer.